# Rogiera standleyana
Rogiera standleyana là một loài thực vật có hoa trong họ Thiến thảo. Loài này được (Ant.Molina) Lorence mô tả khoa học đầu tiên năm 2005.